# 君に、胸キュン。
「君に、胸キュン。」（きみに、むねキュン。）は、イエロー・マジック・オーケストラ7枚目のシングル。1983年3月25日にアルファレコード（現：ソニー・ミュージックレーベルズ）よりリリースされた。
「君に、胸キュン。 (浮気なヴァカンス)」（きみに、むねキュン。 (うわきなヴァカンス)）とサブタイトルが表記されることもある。

## 背景
カネボウ化粧品のCMソングに使用され、YMOのオリジナルアルバム『浮気なぼくら』の先行シングルとしてリリースされた。
B面の「Chaos Panic」は、オリジナルアルバム未収録。1984年にリリースされたベスト・アルバム『SEALED』にて初収録となった。
CMのイメージガールは相田寿美緒が務めた。

## 制作

### 君に、胸キュン。
既にグループとしての活動を終えようと考えていたメンバーが、最後にファンや世間を驚かせたいという思いで作られた楽曲で、当時YMOは活動休止状態であったが、タイアップの話があり急遽録音を行なった。同時にアルバムを作る必要がある雰囲気となり『浮気なぼくら』の制作へとつながり、当初の予定通り同年12月にグループは解散した。
「かわいいおじさんたち」のコンセプトで発表、今までの無機質なイメージと相反する、アイドルの様な爽やかな出で立ちで披露。立花ハジメ監督のPVも3人が振付をつけて踊ったことも含めて、今までの路線と大きく一線を画した。
作詞は細野晴臣がかつて所属したバンド・はっぴいえんどのメンバーである松本隆が担当。「売れそうな詞を書いてほしい」とストレートに依頼した。CMのキャッチ・コピーである「胸キュン」というキーワードがそのまま使用された。
作曲の名義は、レコードのレーベル面および『浮気なぼくら』での表記は「細野晴臣、坂本龍一、高橋幸宏」名義、シングル盤の裏ジャケットでは「Y.M.O.」名義となっているが、実際は、イントロとAメロが坂本、Bメロとサビは高橋が担当し、サビを聞いた細野が「地中海サウンドだね」と発言したのを聞いた坂本がイントロをあっという間に作り上げた。

## レコーディング
曲中の「キュン！」は3人の声を合わせたもの。最初は「YMOと言えばシンセだろう」ということで、坂本がアープ・オデッセイ、細野がコルグ・PS-3100を使って「キュン！」を口まねしながら作っていたが、結局あきらめている。
ドラムパートは、LinnDrum LM-2をそのままTVスタジオに持ち込んで使用していた。よく聞くとリズムが独特で、バスドラムだけを聞くと、ドン・ドン・ドドストドンという日本人がお祭りで踊れるようになっている。高橋がこのパターンをリンドラムに打ち込みながら、細野が「フフッ」と笑っていたのが印象的だったと当時録音に携わった藤井丈司が語っている。

## 胸キュン
テレビCMとこの曲のヒットにより、「胸キュン」という単語が世間一般で使用されるようになった。この言葉を最初に使うようになったのは山下久美子であり、ファンクラブの名称である「胸キュンClub」や、ライブツアーのタイトルに用いられるなど、彼女の代名詞となったこの表現を使用することについて、関係者が山下の許諾を取ったというエピソードがある。

## 記録
オリコンチャートは最高2位、TBS系の『ザ・ベストテン』は最高3位止まりという結果であったが、YMOのシングルとしては最も売れた作品となっている。また、作詞を担当した松本が2017年にトーク番組『トーキングフルーツ』（フジテレビ系）へ出演した際、ほぼ同時期に松本と細野が組んで制作された松田聖子の楽曲「天国のキッス」によって、本作がチャート1位を獲得できなかったと語っている。

## 収録曲
| 全編曲: Y.M.O.。 |                                   |                              |          |      |
| #                | タイトル                          | 作詞                         | 作曲     | 時間 |
| 1.               | 「君に、胸キュン。」              | 松本隆                       | Y.M.O.   | 4:06 |
| 2.               | 「カオス・パニック」(Chaos Panic) | 細野晴臣、ピーター・バラカン | 細野晴臣 | 4:11 |

## 天の妃少女合唱団によるカバー
天の妃少女合唱団による「君に、胸キュン。」は、テレビアニメ『まりあ†ほりっく』のエンディングテーマとして、2009年2月11日にメディアファクトリーからリリースされた。

### ディスクジャケット
ディスクジャケットは、YMO盤のパロディである。

### 収録曲
| #         | タイトル                                   | 作詞      | 作曲                       | 編曲      | 時間  |
| --------- | ------------------------------------------ | --------- | -------------------------- | --------- | ----- |
| 1.        | 「君に、胸キュン。」(天の妃少女合唱団)     | 松本隆    | 細野晴臣 坂本龍一 高橋幸宏 | 依田和夫  | 4:43  |
| 2.        | 「ネコミミリズム」(寮長先生（沢城みゆき）) | 有森聡美  | 隆勇人                     | 隆勇人    | 3:39  |
| 3.        | 「君に、胸キュン。」(オリジナル・カラオケ) |           |                            |           | 4:43  |
| 4.        | 「ネコミミリズム」(オリジナル・カラオケ)   |           |                            |           | 3:39  |
| 合計時間: | 合計時間:                                  | 合計時間: | 合計時間:                  | 合計時間: | 16:44 |

## その他のカバー
カバー盤は全てイタリア語の部分がカットされている。
- ヒューマン・リーグ - 1993年のアルバム『YMO versus THE HUMAN LEAGUE』に収録。
- LONG VACATION - 1993年のアルバム『SUMMER LOVERS』に収録。
- B.C.G. - 小室哲哉プロデュースの女性グループ。1993年のシングル「This Is The Joy」のカップリングとして収録。
- 槇原敬之 - 1998年のアルバム『Listen To The Music』に収録。
- CYCLES - 2001年のシングル『君に、胸キュン。-浮気なヴァカンス-』に収録。
- SUGIURUMN - 2002年のトリビュート・アルバム『TRIBUTE TO YMO』に収録。「featuring 曽我部恵一」名義。
- 土岐麻子 - 2006年のアルバム『WEEKEND SHUFFLE』に収録。
- Jackson vibe - 2007年のシングル「あなたの顔が見たい」のカップリングとして収録。
- KREVA - 2009年4月8日の大阪城ホールにて開催されたによるライブでファンからのリクエストによりカバーされ、同年7月8日発売のシングル「赤」のカップリング曲として収録。
- 安藤裕子 - 2009年のシングル「Paxmaveiti [ ラフマベティ ] -君が僕にくれたもの-」のカップリングとして収録。
- 高野寛 - 2011年のアルバム『カメレオン・ポップ』に収録。
- school food punishment - 2011年のシングル「How to go」のカップリングとして収録。
- 住岡梨奈 - 2017年のダブルミニアルバム「colors」の「Disc 2 cover side」で収録。
- 桑田佳祐 - 2019年のライブビデオ『平成三十年度! 第三回ひとり紅白歌合戦』収録。
- 吉田羊・鈴木梨央 - 2020年6月6日から大塚製薬「ポカリスエット」のCM「ポカリ、のまなきゃ。」シリーズ第13弾のCM曲として、CMシリーズで母娘を演じる吉田羊・鈴木梨央の2人でカバー。尚、曲のアレンジ・プロデュースには高橋幸宏が参加している[9][10][11]。

### ユニットメンバー
1. 1 2 3 4  かなこ（真田アサミ）、鞠也（小林ゆう）、茉莉花（井上麻里奈）